# Бхактисварупа Дамодара Свами
Бхактисвару́па Дамода́ра Сва́ми (IAST: Bhaktisvarūpa Dāmodara Svāmī, англ. Bhakti Svarupa Damodar Swami; домонашеское имя — Свару́па Дамода́ра Да́с(а), IAST: Svarūpa Dāmodara Dāsa; имя при рождении — Туда́м Дамода́ра Сингх, англ. Thoudam Damodara Singh; 9 декабря 1937, Тоубул, Манипур, Британская Индия — 2 октября 2006, Калькутта, Индия) — индуистский кришнаитский гуру, учёный-химик, писатель и поэт; ученик Бхактиведанты Свами Прабхупады. В 1977—2006 годах был одним из руководителей Международного общества сознания Кришны (ИСККОН), где исполнял обязанности инициирующего гуру и члена Руководящего совета.
Бхактисварупа Дамодара Свами сыграл активную роль в развитии диалога между наукой и религией. В течение тридцати лет он занимал пост международного директора Института Бхактиведанты, занимающегося исследованием взаимосвязи между наукой, обществом и религией. Он также был одним из основателей международной межрелигиозной организации United Religions Initiative и ректором-основателем Университета культуры Бхагавата в Манипуре. Бхактисварупа Дамодара выступил организатором ряда конференций и мировых конгрессов, в которых приняли участие известные религиозные деятели и учёные, в том числе Далай-лама XIV и ряд нобелевских лауреатов.

## Биография

### Ранние годы
Дамодара Сингх родился 9 декабря 1937 года в маленькой деревне Тоубул в княжестве Манипур, входившего в то время в состав Британской Индии. В индуистском календаре день его рождения выпал на Одана-шашти — вайшнавский праздник, во время которого в священном городе Пури божества Джаганнатхи, Баладевы и Субхадры облачают в новые одежды. Несмотря на сикхскую фамилию, родители Дамодары были индуистами-вайшнавами. Они назвали сына в честь Дамодары (Кришны в образе игривого маленького ребёнка) и воспитали сына в духе вайшнавской традиции. Отца Дамодары звали Йогендра Сингх, а мать — Каньяханби. Йогендра был певцом вайшнавских бхаджанов в манипурском стиле ната-санкиртана. Дамодара был вторым из трёх детей в семье.
Детство Дамодары было трудным. В мае 1942 года, когда ему было четыре года от роду, японцы начали бомбить Манипур. Спасаясь от бомбёжек, Йогендра укрывался вместе со своей семьёй в бараках на берегах реки Янгой. В 1944 году Йогендра умер от тифа и заботу о детях взял на себя его брат — Тудам Ибомча Сингх. Он, однако, был не в состоянии поддерживать троих детей и спустя два года Дамодара оказался на попечении своей старшей сестры Аханби. Жили они в глубокой нищете. Для того, чтобы поддержать себя, они возделывали доставшийся им от отца участок земли. Когда Дамодаре было десять лет, он пообещал Аханби, что когда вырастет, заработает много денег и купит ей золотые украшения. Аханби ответила на это, что в будущем, он наверняка женится и украсит золотом не её, а свою жену. В ответ на это Дамодара пообещал никогда не жениться. Он сдержал своё обещание и всю жизнь хранил целибат.
В 1949 году Аханби вышла замуж и Дамодара остался один. Он учился в сельской школе и для того, чтобы заработать на жизнь, занимался культивацией риса. На учёбу времени практически не оставалось и Дамодара начал подумывать о том, чтобы оставить школу. На помощь ребёнку пришёл его школьный учитель: при содействии старейшины деревни он уговорил одну из деревенских семей взять Дамодара к себе на попечение.
В возрасте 14 лет Дамодара тяжело заболел тифом. Деревенские врачи объявили, что случай был безнадёжным и что ребёнок умрёт. Крестьянин, взявший Дамодару себе на попечение, начал молиться Кришне, повторяя «Дашаватара-стотру» (молитву десяти воплощениям Кришны), а Дамодара начал поститься. После сорока дней поста и молитвы, Дамодара выздоровел.
Дамодара регулярно посещал деревенский вайшнавский храм, поклоняясь в нём божествам Радхи-Кришны, Гаура-Нитая; и Джаганнатхи, Баладевы и Субхадры. Будучи ребёнком, он любил смотреть театральные представления о жизни Кришны. Однажды, Дамодара всю ночь смотрел представление раса-лилы (танца Кришны с его возлюбленными пастушками гопи) и на следующий день проспал школьный экзамен по математике.

### Учёба, встреча с Прабхупадой
В 1961 году Дамодара с отличием окончил Университет Гувахати и перешёл в Калькуттский университет, где в 1964 году получил степень магистра технологии с отличием. Затем, Министерство образования Индии предоставило ему стипендию на продолжение учёбы в США, что было невероятным достижением для сироты из бедной манипурской деревни. В 1969 году Дамодара получил учёную степень магистра наук по химии в Канизийском колледже (Буффало) и занялся подготовкой докторской диссертации по органической химии в Калифорнийском университете в Ирвайне.
В это время один из лучших друзей Дамодары присоединился к ИСККОН и стал учеником Бхактиведанты Свами Прабхупады, получив духовное имя Рай Рамананда Даса. Рай Рамананда вдохновил Дамодару встретиться с Прабхупадой. Вскоре после знакомства с Прабхупадой и кришнаитами Дамодара присоединился к ИСККОН и 30 июня 1971 года прошёл церемонию посвящения в ученики, получив от Прабхупады духовное имя «Сварупа Дамодара Даса». Последующие шесть лет он посвятил изучению философии и практике гаудия-вайшнавизма под руководством Прабхупады.

### Жизнь происходит из жизни
Беседы Сварупы Дамодары с Прабхупадой послужили основой для популярной книги «Жизнь происходит из жизни», в которой обсуждаются противоречия между наукой и религией.

### Институт Бхактиведанты
В 1974 году по инициативе Бхактиведанты Свами Прабхупады был основан Институт Бхактиведанты. Первым директором Института Прабхупада назначил Сварупу Дамодару, который в то время был одним из немногих его учеников, имевших докторскую учёную степень. Прабхупада хотел, чтобы институт занимался пропагандой «научной природы сознания Кришны». Согласно уставу института, его основной целью являлось исследование связи ведического знания со всеми аспектами человеческой культуры и презентация результатов этих исследований в семинарах, лекциях, монографиях и научных статьях. Институт послужил Сварупе Дамодаре инструментом для проповеди сознания Кришны учёным. С назначением на пост директора Института, Сварупа Дамодара превратился в «интеллектуального и научного лидера ИСККОН». Прабхупада предоставил ему все необходимые средства для осуществления проповеднической деятельности. В последующие годы, под руководством Сварупы Дамодары Институт превратился в интеллектуальный центр по изучению науки и религии внутри ИСККОН.

#### Научные основы сознания Кришны
Первым результатом деятельности Института Бхактиведанты стала публикация в 1974 году книги Сварупы Дамодары под названием «Научные основы сознания Кришны» («Scientific Basis of Krishna Consciousness»). Вышедшая тиражом в 30 000 экземпляров, книга была посвящена теме исследования взаимосвязи науки и религии. В книге Сварупа Дамодара сделал попытку аргументировать против выдвигаемых учёными материалистических и эмпирических теорий. Сварупа Дамодара надеялся, что его аргументация приведёт к тому, что «волна учёных примет сознание Кришны».

#### Первый и второй конгрессы синтеза науки и религии
В 1986 году Бхактисварупа Дамодара Свами и Институт Бхактиведанты организовали в Бомбее первый международный всемирный конгресс «Синтез науки и религии». В нём приняли участие более 1100 учёных и религиозных деятелей из разных стран мира. Почётным гостем конгресса был Далай-лама, а вступительную речь прочитал нобелевский лауреат Джордж Уолд. В конгрессе также приняли участие президент Всемирного совета церквей Паулос Мар Грегориос, американский теолог Харви Кокс, американский философ Джон Сёрль, Джозеф Вайзенбаум и др. Второй конгресс был проведён в 1997 году в Калькутте с участием более 2000 учёных и религиозных деятелей. Вступительную речь прочитал нобелевский лауреат Чарлз Таунс.

### Деятельность в руководстве ИСККОН
В 1977 году Прабхупада назначил Сварупу Дамодару членом Руководящего совета ИСККОН. В 1980 году Сварупа Дамодара принял посвящение в санньясу (уклад жизни в отречении) от Киртанананды Свами в Нью-Вриндаване, получив новое имя «Бхактисварупа Дамодара» и титул «свами». В 1982 году Бхактисварупа Дамодара Свами стал одним из инициирующих гуру ИСККОН и начал принимать учеников. К моменту его смерти в 2006 году, у него было более 1000 учеников.